# Trichopelma corozali
Trichopelma corozali là một loài nhện trong họ Barychelidae. Loài này phân bố ờ Cuba en Puerto Rico.